# Charles Howard-Bury
Charles Kenneth Howard-Bury (15 agosto 1883 – 20 settembre 1963) è stato un militare, esploratore e politico britannico. 
Combatté nella prima guerra mondiale dopo aver compiuto una serie di esplorazioni in Tibet e nel Tien Shan. Nel 1921 guidò la prima spedizione britannica destinata alla ricognizione e all'eventuale salita dell'Everest. In seguito fu eletto due volte alla Camera dei comuni nelle file del Partito Conservatore.

## Biografia
Charles Kenneth Howard-Bury nacque il 15 agosto 1883 nel Charleville Forest Castle, vicino a Tullamore, in Irlanda. Il padre, capitano Kenneth Howard era figlio di James Howard e nipote di Thomas Howard, XVI conte di Suffolk; la madre, Lady Emily Alfreda Julia, era figlia di Charles William Bury, III conte di Charleville, e aveva ereditato il castello e i poderi dopo la morte del fratello. Il padre, che aveva cambiato il cognome in Howard-Bury a seguito del suo matrimonio nel 1881, morì nel 1885, lasciando Charles Kenneth sotto la tutela di Lord Lansdowne, governatore generale del Canada e poi viceré dell'India.
Educato privatamente al castello, fu poi istruito a Eton; in seguito entrò alla Royal Military Academy di Sandhurst. Nel 1904 entrò nel corpo dei fucilieri reali, il King's Royal Rifle Corps, e fu assegnato in India. L'anno successivo entrò segretamente in Tibet, mentre nel 1909 viaggiò in Kashmir e in Karakorum. Nel 1912 trascorse sei mesi viaggiando per le montagne del Tien Shan.
Allo scoppio della prima guerra mondiale comandò prima il 7º e in seguito il 9º battaglione di fucilieri reali; alla guida di quest'ultimo nel 1918 fu coinvolto nei combattimenti dell'offensiva di primavera e cadde prigioniero dei tedeschi il 21 marzo. Fuggito dalla prigionia, fu nuovamente catturato dopo nove giorni nei pressi del confine con la Danimarca e internato a Clausthal, dove rimase fino al rimpatrio a guerra finita.
Nel 1920, durante i preparativi per la prima spedizione britannica di esplorazione all'Everest, si recò a sue spese in India per ottenere i permessi necessari; a questo scopo incontrò il viceré, Lord Reading, e il rappresentante britannico in Sikkim, Charles Bell, che nel gennaio del 1921 spedì a Londra l'assenso del Dalai Lama all'operazione. Grazie alle sue profonde conoscenze nell'area, Howard-Bury fu scelto dal comitato composto in maniera congiunta dalla Royal Geographical Society e dall'Alpine Club per guidare la spedizione; al suo ritorno in patria pubblicò il resoconto del viaggio (Mount Everest: the Reconnaissance, 1921) e fu insignito con una medaglia dalle società geografiche britannica e francese e dal Club alpin français.
La spedizione gli diede un'enorme fama. In seguito fu eletto per il Partito Conservatore e Unionista alla Camera dei comuni nel 1922 e nel 1926 (rispettivamente nel collegio di Bilston e nel in quello di Chelmsford), mentre dal 1922 al 1924 ricoprì l'incarico di sottosegretario di Stato per la Guerra. Nel 1931 ereditò il castello di Charleville dalla madre e si ritirò dalla politica.
Nel 1940 conobbe l'attore e pilota della Royal Air Force Rex Beaumont, che divenne suo intimo amico; insieme organizzarono numerosi incontri con personalità del mondo della cultura e della politica nella villa comprata ad Hammamet, in Tunisia, e nel castello di famiglia ristrutturato.
Charles Howard-Bury morì il 20 settembre 1963 lasciando Beaumont erede di tutti i suoi beni.

## Ascendenza
|                                        |                                       |                                                    | Genitori                                    |  |  | Nonni |  |  | Bisnonni                                                    |  |  | Trisnonni                                                  |  |
|                                        |                                       |                                                    |                                             |  |  |       |  |  | Thomas Howard, XVI conte di Suffolk e IX conte di Berkshire |  |  | John Howard, XV conte di Suffolk e VIII conte di Berkshire |  |
|                                        |                                       |                                                    |                                             |  |  |       |  |  | Thomas Howard, XVI conte di Suffolk e IX conte di Berkshire |  |  | John Howard, XV conte di Suffolk e VIII conte di Berkshire |  |
|                                        |                                       | Julia Gaskarth                                     |                                             |  |  |       |  |  | Thomas Howard, XVI conte di Suffolk e IX conte di Berkshire |  |  |                                                            |  |
| lord James Kenneth Howard              |                                       |                                                    |                                             |  |  |       |  |  | Thomas Howard, XVI conte di Suffolk e IX conte di Berkshire |  |  |                                                            |  |
|                                        |                                       | hon. Elizabeth Jane Dutton                         | James Dutton, I barone Sherborne            |  |  |       |  |  |                                                             |  |  |                                                            |  |
|                                        |                                       | hon. Elizabeth Jane Dutton                         | James Dutton, I barone Sherborne            |  |  |       |  |  |                                                             |  |  |                                                            |  |
|                                        |                                       | hon. Elizabeth Jane Dutton                         | Elizabeth Coke                              |  |  |       |  |  |                                                             |  |  |                                                            |  |
| Kenneth Howard-Bury                    |                                       | hon. Elizabeth Jane Dutton                         |                                             |  |  |       |  |  |                                                             |  |  |                                                            |  |
|                                        |                                       | Henry Petty-Fitzmaurice, III marchese di Lansdowne | William Petty, I marchese di Lansdowne      |  |  |       |  |  |                                                             |  |  |                                                            |  |
|                                        |                                       | Henry Petty-Fitzmaurice, III marchese di Lansdowne | William Petty, I marchese di Lansdowne      |  |  |       |  |  |                                                             |  |  |                                                            |  |
|                                        |                                       | Henry Petty-Fitzmaurice, III marchese di Lansdowne | lady Louisa FitzPatrick                     |  |  |       |  |  |                                                             |  |  |                                                            |  |
| lady Louisa Petty-FitzMaurice          |                                       | Henry Petty-Fitzmaurice, III marchese di Lansdowne |                                             |  |  |       |  |  |                                                             |  |  |                                                            |  |
|                                        |                                       | lady Louisa Fox-Strangways                         | Henry Fox-Strangways, II conte di Ilchester |  |  |       |  |  |                                                             |  |  |                                                            |  |
|                                        |                                       | lady Louisa Fox-Strangways                         | Henry Fox-Strangways, II conte di Ilchester |  |  |       |  |  |                                                             |  |  |                                                            |  |
|                                        |                                       | lady Louisa Fox-Strangways                         | Mary Theresa O'Grady                        |  |  |       |  |  |                                                             |  |  |                                                            |  |
| Charles Howard-Bury                    |                                       | lady Louisa Fox-Strangways                         |                                             |  |  |       |  |  |                                                             |  |  |                                                            |  |
|                                        | Charles Bury, II conte di Charleville | Charles William Bury, I conte di Charleville       |                                             |  |  |       |  |  |                                                             |  |  |                                                            |  |
|                                        | Charles Bury, II conte di Charleville | Charles William Bury, I conte di Charleville       |                                             |  |  |       |  |  |                                                             |  |  |                                                            |  |
|                                        | Charles Bury, II conte di Charleville | Catherine Maria Dawson                             |                                             |  |  |       |  |  |                                                             |  |  |                                                            |  |
| Charles Bury, III conte di Charleville | Charles Bury, II conte di Charleville |                                                    |                                             |  |  |       |  |  |                                                             |  |  |                                                            |  |
|                                        |                                       | Harriet Charlotte Beaujolais Campbell              | John Campbell                               |  |  |       |  |  |                                                             |  |  |                                                            |  |
|                                        |                                       | Harriet Charlotte Beaujolais Campbell              | John Campbell                               |  |  |       |  |  |                                                             |  |  |                                                            |  |
|                                        |                                       | Harriet Charlotte Beaujolais Campbell              | lady Charlotte Susan Maria Campbell         |  |  |       |  |  |                                                             |  |  |                                                            |  |
| lady Emily Bury                        |                                       | Harriet Charlotte Beaujolais Campbell              |                                             |  |  |       |  |  |                                                             |  |  |                                                            |  |
|                                        |                                       | Henry Case                                         | …                                           |  |  |       |  |  |                                                             |  |  |                                                            |  |
|                                        |                                       | Henry Case                                         | …                                           |  |  |       |  |  |                                                             |  |  |                                                            |  |
|                                        |                                       | Henry Case                                         | …                                           |  |  |       |  |  |                                                             |  |  |                                                            |  |
| Arabella Louisa Case                   |                                       | Henry Case                                         |                                             |  |  |       |  |  |                                                             |  |  |                                                            |  |
|                                        |                                       | Elizabeth Ford                                     | Randle Ford                                 |  |  |       |  |  |                                                             |  |  |                                                            |  |
|                                        |                                       | Elizabeth Ford                                     | Randle Ford                                 |  |  |       |  |  |                                                             |  |  |                                                            |  |
|                                        |                                       | Elizabeth Ford                                     | …                                           |  |  |       |  |  |                                                             |  |  |                                                            |  |
|                                        |                                       | Elizabeth Ford                                     |                                             |  |  |       |  |  |                                                             |  |  |                                                            |  |